# Radio-Aktivität
Radio-Aktivität (Radio-Activity, em inglês) é o quinto álbum de estúdio da banda alemã Kraftwerk, foi originalmente lançado em formato de LP (disco de vinil) em 1975. Foi um dos melhores álbuns feitos pela banda.
| Críticas profissionais                                                      | Críticas profissionais |
| Avaliações da crítica                                                       | Avaliações da crítica  |
| Fonte                                                                       | Avaliação              |
| --------------------------------------------------------------------------- | ---------------------- |
| All Music Guide                                                             | [ 3 ]                  |
| Esta tabela precisa de ser acompanhada por texto em prosa. Consulte o guia. |                        |

## Faixas

### Lado A
1. "Geiger Counter" / "Geigerzähler" – 1:07
2. "Radioactivity" / "Radioaktivität" – 6:42
3. "Radioland" / "Radioland" – 5:50
4. "Airwaves" / "Ätherwellen" – 4:40
5. "Intermission" / "Sendepause" – 0:39
6. "News" / "Nachrichten" – 1:17

### Lado B
1. "The Voice of Energy" / "Die Stimme der Energie" – 0:55
2. "Antenna" / "Antenne" – 3:43
3. "Radio Stars" / "Radio Sterne" – 3:35
4. "Uranium" / "Uran" – 1:26
5. "Transistor" – 2:15
6. "Ohm sweet Ohm" – 5:39

## Posição nas paradas musicais

### Paradas semanais
| Parada (1976)                         | Melhor posição |
| ------------------------------------- | -------------- |
| Austrália (Kent Music Report)         | 94             |
| Áustria (Ö3 Austria Top 40)           | 4              |
| França (SNEP)                         | 1              |
| Alemanha (Offizielle Deutsche Charts) | 22             |
| Estados Unidos (Billboard 200)        | 140            |

### Certificações
| Região                                                                                             | Certificação | Vendas   |
| -------------------------------------------------------------------------------------------------- | ------------ | -------- |
| França (SNEP)                                                                                      | Ouro         | 421,400* |
| *números de vendas baseados somente na certificação ^distribuições baseadas apenas na certificação |              |          |